# Berberis dryandriphylla
Berberis dryandriphylla   es una especie de planta con flor en la familia de las Berberidaceae. 
Es endémica del Perú, a altitudes entre 2.000 y 3.000 m s. n. m. Tiene amenazas por pérdida de hábitat asociadas con los incendios intencionales.

## Descripción
Es un arbusto, con pocas subpoblaciones, ubicadas en subcuencas del río Urubamba, en el Santuario de Machu Picchu; y su ejemplar tipo es de la cuenca del Torontoy; la cual alberga una comunidad campesina.

## Taxonomía
Berberis dryandriphylla fue descrita por Friedrich Ludwig Emil Diels y publicado en Notizblatt des Botanischen Gartens und Museums zu Berlin-Dahlem 11: 781. 1933.
Etimología
Berberis: nombre genérico que es la forma latinizada del nombre árabe de la fruta.